# Kiel (Wisconsin)
Kiel é uma cidade localizada no estado norte-americano de Wisconsin, no Condado de Calumet e Condado de Manitowoc.

## Demografia
Segundo o censo norte-americano de 2000, a sua população era de 3450 habitantes.
Em 2006, foi estimada uma população de 3512, um aumento de 62 (1.8%).

## Geografia
De acordo com o United States Census Bureau tem uma área de
6,3 km², dos quais 6,2 km² cobertos por terra e 0,1 km² cobertos por água. Kiel localiza-se a aproximadamente 265 m acima do nível do mar.

## Localidades na vizinhança
O diagrama seguinte representa as localidades num raio de 16 km ao redor de Kiel.